# Fettberg

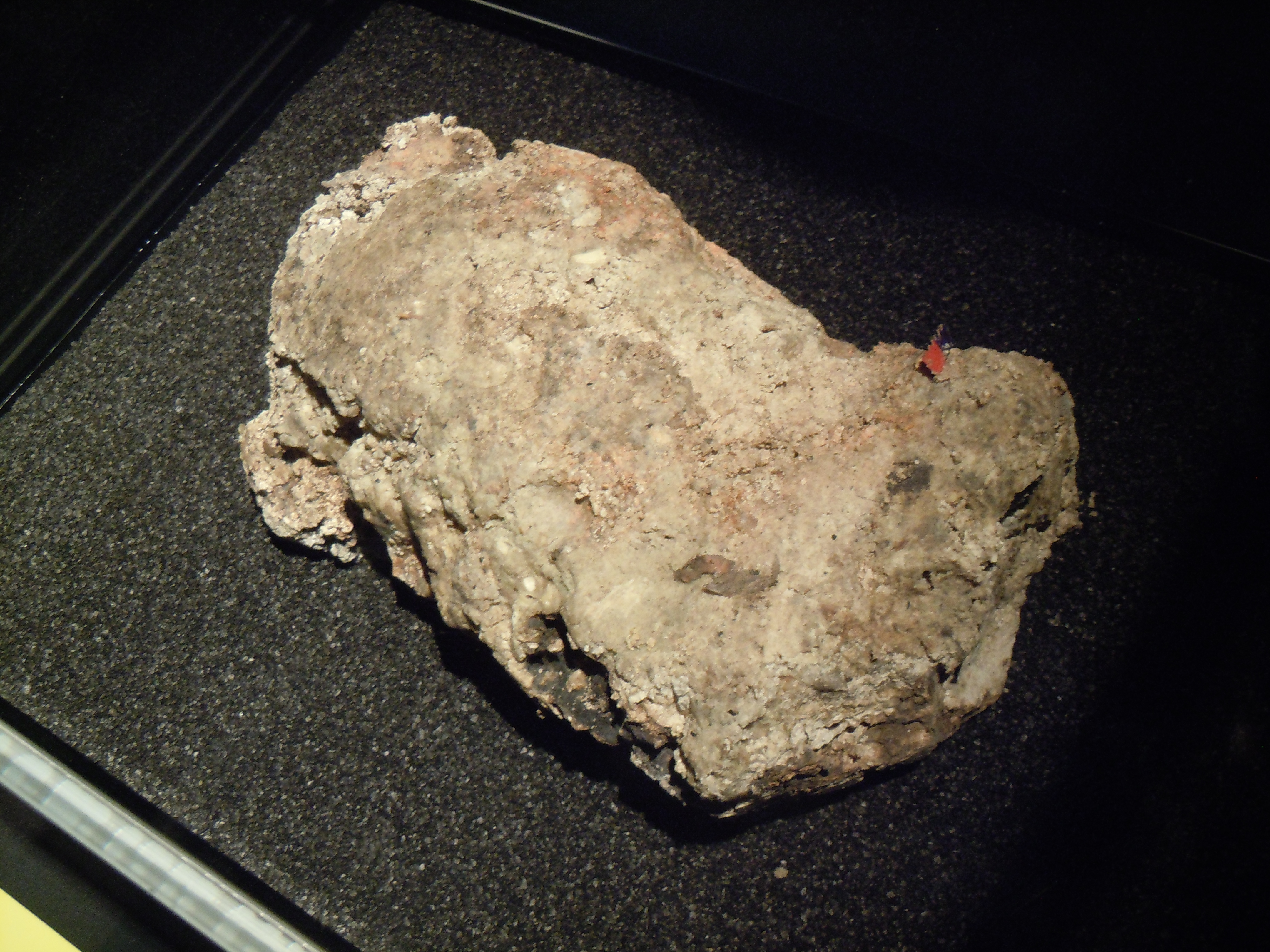
Del av ett fettberg som torkats.

Ett fettberg är stelnad klump av fett, sanitetsprodukter, våtservetter och liknande föremål som återfinns i kloaksystem men inte nedbryts på samma sätt som exempelvis toalettpapper. Fettberg (engelska fatberg) är den formella benämningen som används av myndigheterna i exempelvis Londons kloaksystem.
Fettberg utgör ett problem för flödet i kloaksystem eftersom de tenderar att korka igen ledningarna, men kan potentiellt också användas som bränsle, såsom biogas.

## Kända exempel
- 6 augusti 2013: Ett fettberg i busstorlek bestående av matfett och våtservetter hittades under London Road i Kingston upon Thames.[4][5]
- 1 september 2014: En samling av avskräde, fett, våtservetter matrester, tennisbollar och plankor i storlek som en Boeing 747 återfanns och rensades av reningsarbetare under en väg i Shepherd's Bush i västra London.[6][7]
- 3 september 2014: Kloaksystemet under Melbourne, Australien korkades igen av en massa av fett, flott och avskräde.[8]
- Januari 2015: Som en del i en kampanj mot kloakblockeringar släppte den walesiska vattenmyndigheten en video visande ett fettberg i Cardiff.[9]
- April 2015: Ett 40 meter långt fettberg togs bort från underjorden i London-stadsdelen Chelsea. Skadorna fettberget hade åsamkat beräknades uppgå till 400 000£ och arbetet med att få bort fettberget tog över två månader.[10]
- Januari 2016: Kloakpumpstationen i Eleebana skadades som en följd av blockage från ett fettberg nära Newcastle i New South Wales, Australien. Blockaget "vägde ungefär ett ton och tog fyra timmar att ta bort med hjälp av en lyftkran. [11]